# Gor Nersesyan
Gor Nersesyan est un boxeur arménien né le 15 mars 2000.

## Carrière
Sa carrière amateur est principalement marquée par une médaille de bronze remportée aux Jeux européens de 2019 dans la catégorie des poids mi-lourds.

## Palmarès

### Jeux européens
- Médaille de bronze en -81 kg en 2019 à Minsk, Biélorussie